# Campionato del mondo di calcio da tavolo 2007
Il Campionato del Mondo di Calcio da tavolo venne disputato a Les Herbiers, cittadina vicino a Nantes, in Francia, il 1º e 2 settembre 2007. Alla manifestazione austriaca parteciparono complessivamente 161 giocatori, in rappresentanza di 14 nazioni.
Sono stati assegnati 2 titoli femminili e 8 titoli maschili:
- femminile
  - individuale
  - squadre
- maschile
  - Open individuale
  - Open a squadre
  - Under19 individuale
  - Under19 a squadre
  - Under15 individuale
  - Under15 a squadre
  - Veterans individuale
  - Veterans a squadre

## Medagliere
| Pos. | Paese       | Oro | Argento | Bronzo | Totale |
| ---- | ----------- | --- | ------- | ------ | ------ |
| 1    | Italia      | 6   | 0       | 4      | 10     |
| 2    | Belgio      | 1   | 4       | 2      | 7      |
| 3    | Spagna      | 1   | 1       | 4      | 6      |
| 4    | Francia     | 1   | 1       | 3      | 5      |
| 5    | Portogallo  | 1   | 0       | 1      | 2      |
| 6    | Inghilterra | 0   | 1       | 1      | 2      |
| -    | Austria     | 0   | 1       | 1      | 2      |
| 8    | Malta       | 0   | 1       | 0      | 1      |
| -    | Germania    | 0   | 1       | 0      | 1      |
| 10   | Paesi Bassi | 0   | 0       | 1      | 1      |
| -    | Grecia      | 0   | 0       | 1      | 1      |

## Categoria Open

### Risultati

#### Individuale
Prima fase a gironi ed Eliminazione Diretta
| Oro     | Daniele Bertelli           | Italia        |
| Argento | Kasper Bennett             | Inghilterra   |
| Bronzo  | Efrem Intra Christos Rikos | Italia Grecia |

#### Squadre
Prima fase a gironi ed Eliminazione Diretta
| Oro     | Italia Efrem Intra, Massimo Bolognino, Daniele Bertelli, Simone Bertelli, Massimiliano Nastasi                                                                    | Italia         |
| Argento | Malta Samuel Bartolo, Mark Gauci, Derek Conti, Massimo Cremona, Stefan Pace                                                                                       | Malta          |
| Bronzo  | Portogallo Vasco Guimaraes, Norberto Miguel, Jaime Silva, Sergio Loureiro Spagna Alberto Mateos, Vincenç Prats Salat, Raul Benita, Carlos Flores, Emilio Murciano | Austria Spagna |

## Categoria Under19

### Risultati

#### Individuale
Prima fase a gironi ed Eliminazione Diretta
| Oro     | Stefano Buono             | Italia        |
| Argento | Arnaud Nullens            | Belgio        |
| Bronzo  | Juan Noguera Justin Leroy | Spagna Belgio |

#### Squadre
Prima fase a gironi ed Eliminazione Diretta
| Oro     | Spagna Francisco Martinez Cayuela, José Antonio Gomez Ros, Juan Noguera, José Maria Rodriguez                                                        | Spagna         |
| Argento | Belgio Anthony Coppenolle, Justin Leroy, Rémy Huynh, Arnaud Nullens                                                                                  | Belgio         |
| Bronzo  | Italia Stefano Buono, Mario Fritelli, Matteo Muccioli, Riccardo La Rosa, Christopher Rossi Austria Thomas Karnthaler, Peter Zeilinger, ..., ..., ... | Italia Austria |

## Categoria Under15

### Risultati

#### Individuale
Prima fase a gironi ed Eliminazione Diretta
| Oro     | Ruben Português                      | Portogallo    |
| Argento | Bjorn Kegenbein                      | Germania      |
| Bronzo  | José Maria Rodriguez Mattia Bellotti | Spagna Italia |

#### Squadre
Prima fase a gironi ed Eliminazione Diretta
| Oro     | Italia Andrea Manganello, Nicolo Stefanucci, Simone Palmieri, Mattia Bellotti           | Italia  |
| Argento | Belgio Jérémie Gosset, Kevin Beckers, Bryan Spiroux, Terry San                          | Belgio  |
| Bronzo  | Francia Arthur Itté, Joris Bois, Alexandre Desegaulx, Valentin Leroux, William Etienvre | Francia |

## Categoria Veterans

### Risultati

#### Individuale
Prima fase a gironi ed Eliminazione Diretta
| Oro     | Renzo Frignani                   | Italia             |
| Argento | Erich Hinkelmann                 | Austria            |
| Bronzo  | Juan Carlos Granados Phil Redman | Spagna Inghilterra |

#### Squadre
Prima fase a gironi ed Eliminazione Diretta
| Oro     | Italia Francesco Mattiangeli, Renzo Frignani, Stefano De Francesco, Paolo Finardi                              | Italia              |
| Argento | Spagna Juan Carlos Granados, Alfredo Martínez, Fernando Gómez, Arturo Martínez                                 | Spagna              |
| Bronzo  | Paesi Bassi Martijn Bom, Ron Corsten, Ton Timmers, Henk Landzaat, Erwin Smit, Richard Stolwijk Francia , , , , | Paesi Bassi Francia |

## Categoria Femminile

### Risultati

#### Individuale
Prima fase a gironi ed Eliminazione Diretta
| Oro     | Françoise Guyot                     | Francia        |
| Argento | Jessica Hardenne                    | Belgio         |
| Bronzo  | Elodie Bertholet Céline Grandmougin | Belgio Francia |

#### Squadre
Prima fase a gironi ed Eliminazione Diretta
| Oro     | Belgio Elodie Bertholet, Jessica Hardenne, Delphine Dieudonné, Magali Doumont    | Belgio  |
| Argento | Francia Françoise Guyot, Céline Grandmougin, Sylvie Guyot, Audrey Herbaut        | Francia |
| Bronzo  | Italia Gabriella Costa, Laure Panza-Intra, Federica Bellotti, Marina Minichiello | Italia  |